# RISC OS
RISC OS ist ein Betriebssystem mit grafischer Oberfläche. Es wurde vom britischen Unternehmen Acorn Ende der 1980er Jahre für ihren Computer Archimedes mit 32-Bit-Arm-Prozessor entwickelt. Heute kann es auf aktuellen Geräten mit ARM-Chip wie dem Raspberry Pi, z. B. dem Raspberry 400, einem Titanium oder einem ARMini Computer eingesetzt werden.

## Geschichte

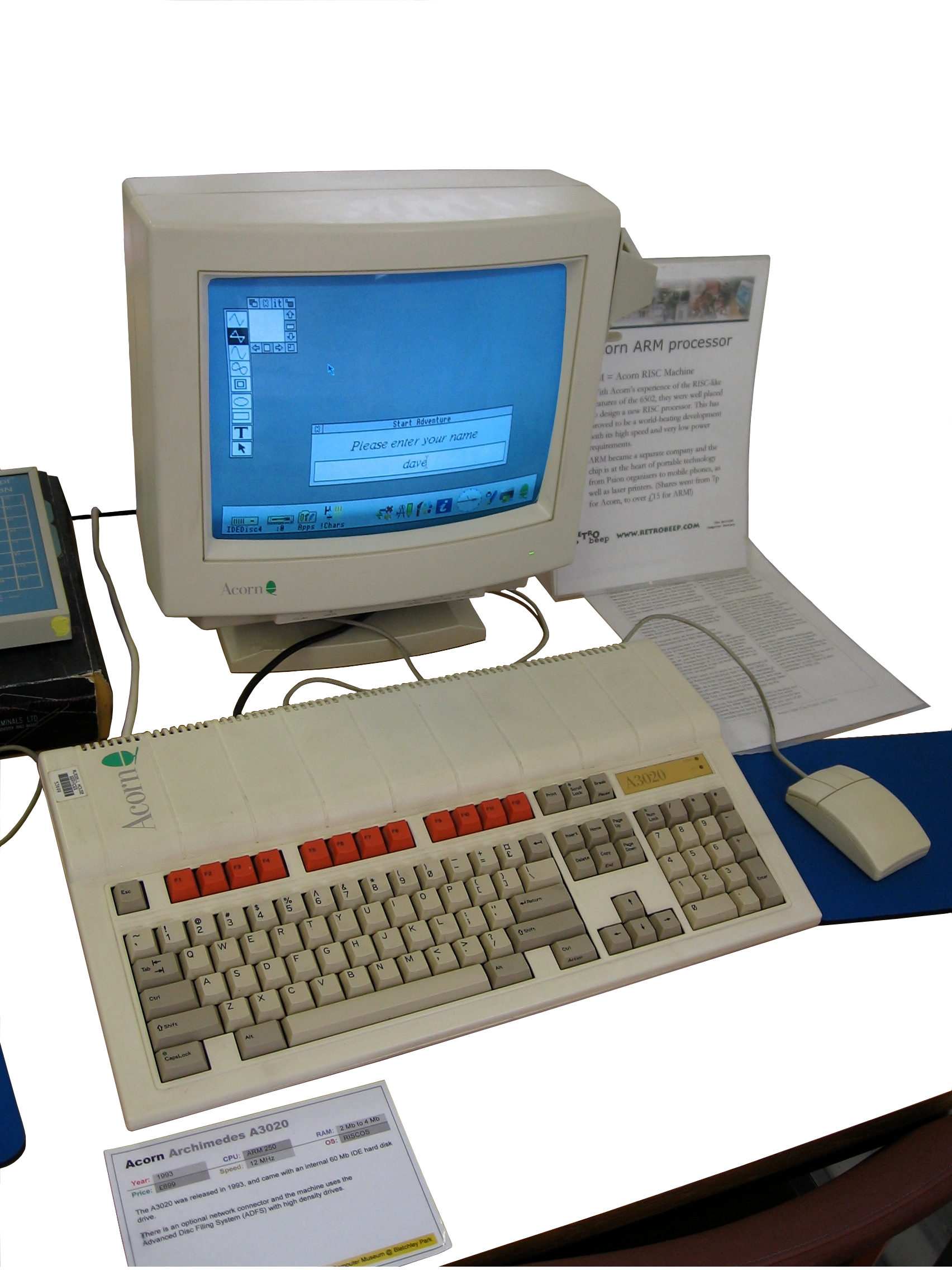
Acorn Archimedes A3020 mit RISC OS 3 im National Museum of Computing, Bletchley Park

RISC OS sollte ursprünglich gar nicht vom Stammunternehmen in Cambridge selbst entwickelt werden. Stattdessen war ein Betriebssystem vorgesehen, das man am eigenen Forschungszentrum in Palo Alto, Kalifornien, entwickeln lassen wollte – ARX. Allerdings verzögerte sich dessen Fertigstellung, weshalb sich Acorn gezwungen sah, auf die vorhandene Basis des BBC Micro zurückzugreifen und sie erheblich weiterzuentwickeln. Dies erklärt auch die hohe Rückwärtskompatibilität zu diesem Rechner, direkt erkennbar etwa an den *FX-Systemaufrufen auf der Kommandozeile, aber auch beim Basic, bestimmten frühen Dateisystemen und einigen elementaren Systemaufrufen (OS_BYTE, OS_WORD). Komplett neu waren insbesondere die grafische Oberfläche (WIMP), das Multitasking bei der Programmausführung, aber auch der Fontmanager und dessen Fähigkeit zur Darstellung geglätteter Vektorzeichensätze auch in geringen Videoauflösungen, sowie die Unterstützung der komplett anders aufgebauten neuen ARM-Hardware.

### RISC OS (unter Acorn)
RISC OS 2 war die erste Version von RISC OS und ersetzte 1989 das in BBC BASIC geschriebene Übergangsbetriebssystem Arthur des Archimedes. Der Acorn A5000 wurde 1992 mit RISC OS 3 ausgeliefert. 1994 folgte RISC OS 3.5 mit der Einführung des Acorn-Risc-PCs. Die StrongARM-Unterstützung kam 1996 mit RISC OS 3.7. Für den nie erhältlichen Nachfolger des Risc-PCs namens Phoebe entwickelte Acorn das spätere RISC OS 4. Dieses war ursprünglich nur als RISC OS 3.8 geplant und trug den Codenamen Ursula. 1998 löste sich Acorn auf und RISC OS ging an das Unternehmen Pace.
In der Folge entstanden zwei Entwicklungszweige von RISC OS. Diese führen zu der Separation in RISC OS 6 und RISC OS 5. Beide Zweige sind weitestgehend, aber nicht vollständig kompatibel für Anwendungsprogramme. Eine Zusammenführung der beiden RISC-OS-Zweige wird es in absehbarer Zeit nicht geben.

### RISC OS 6
Das Unternehmen RISCOS Ltd. lizenzierte RISC OS 4 und lieferte es 1999 aus. RISCOS Ltd. entwickelte das Betriebssystem als RISC OS Select weiter. Für den ARM9-Rechner A9home passte das Unternehmen das RISC OS Select für moderne ARM-Prozessoren an und nannte es 2006 Adjust32. Bei RISC OS Adjust32 wurden zusätzlich die Abhängigkeiten zu alter Acorn-Hardware entfernt. 2007 erschien RISC OS Select 4 unter dem Namen RISC OS 6 und war eine Weiterentwicklung von Adjust32. Die Entwicklung endete mit RISC OS 6.20. Die Rechte an diesem Zweig von RISC OS gingen später an 3QD Developments Ltd. über.

### RISC OS 5
Pace selbst passte RISC OS 4 an moderne ARM-CPUs ab ARM9 und XScale an und entfernte die Abhängigkeiten von speziellen Prozessoren und Chips wie dem Grafikcontroller und dem Ein-/Ausgabebaustein, die noch Acorn entwickelt hatte. Diese Version wurde von Castle Technology ab 2002 in ihren mit XScale betriebenen IYONIX PCs als RISC OS 5 eingesetzt und weiterentwickelt. 2003 erwarb Castle das komplette RISC OS von Pace. Im gleichen Jahr begann RISC OS Open, erste Teile von RISC OS 5 im Quelltext zu veröffentlichen. Der gesamte Quelltext sollte nach und nach freigegeben werden. Der offene Quellcode von RISC OS 5 wurde ab Ende 2008 auf modernere ARM-Hardware, namentlich das System-on-a-Chip der OMAP-Familie, portiert.

### RISC OS re-unified (unter RISC OS Developments Ltd.)
Seit dem Herbst 2018 befinden sich beide Entwicklungszweige wieder in einer Hand. Zu diesem Zeitpunkt erwarb das 2016 gegründete Unternehmen RISC OS Developments Ltd. das Unternehmen Castle und damit sämtliche Rechte an RISC OS. Zudem wurde mit 3QD Developments Ltd. eine Vereinbarung über das weitere Vorgehen bei RISC OS 6 getroffen. Damit existiert jetzt wieder ein einheitliches RISC OS, dessen Entwicklung unter der Schirmherrschaft der RISC OS Open Ltd. (ROOL) vorangetrieben wird. Die Versionsnummerierung folgt dabei weiterhin dem bereits etablierten System der ROOL, wodurch dem jeweils aktuellen Release die Versionsnummer 5 vorangestellt wird; dies ist das aktuelle RISC OS. RISC OS 6 ist auch weiterhin verfügbar und zusammen mit Classic-ROMs älterer Ausgaben und Emulatoren für PC und Macintosh über die Website von 3QD Developments Ltd. zu erwerben. Ebenso werden dort Kundenanfragen bearbeitet und die fertiggestellte User- und Entwicklerdokumentation vorgehalten und gepflegt.

## Eigenschaften
RISC OS ist ein schlankes und schnelles Betriebssystem mit kooperativem Multitasking und läuft, abgesehen von Emulatoren, nur auf Rechnern mit ARM-CPU inklusive StrongARM und XScale. Der Mikrokern des Betriebssystems ist klein. Eine Vielzahl von austauschbaren Modulen sind für Dateisystem, Festplattenzugriff, grafische Oberfläche usw. zuständig. (Diese Module lassen sich aus der grafischen Oberfläche heraus mittels Druck auf die Funktionstaste F12 und der Eingabe von „help modules“ in die Kommandozeile auflisten.)
Auf den Acorn Archimedes und Risc PC Computern sind ein Großteil des Betriebssystems und einige Anwendungsprogramme im ROM bzw. im Flash-ROM enthalten. Ein Booten von der Festplatte wie bei anderen Computern kann damit entfallen. Ausnahme ist RISC OS Select, bei dem ein Abbild der ROMs von der Festplatte ins RAM geladen wird.

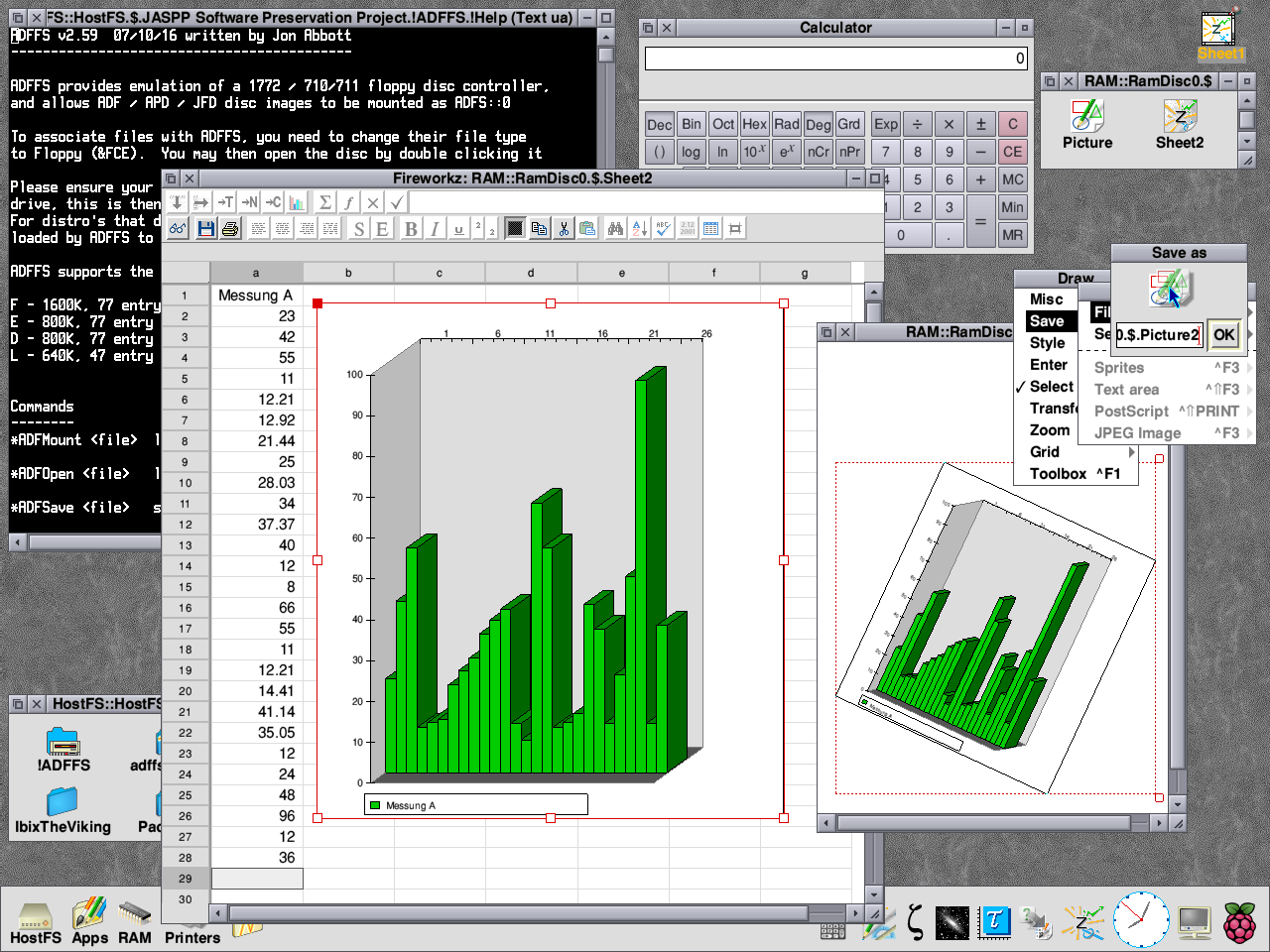
Tabelle und Chart in Fireworkz und ADFFS Helpfile in Zap unter RISC OS 5

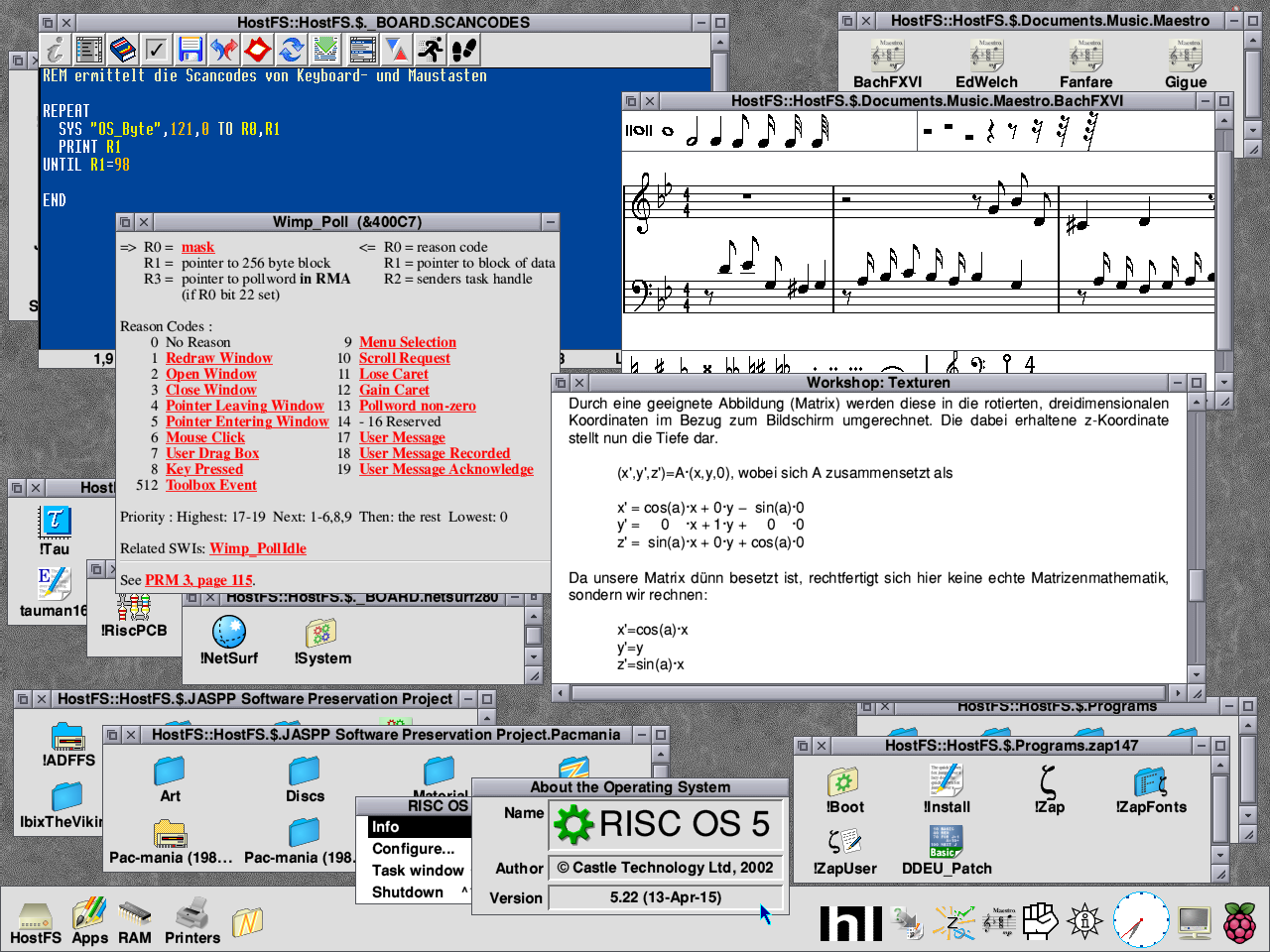
Programme und Filer unter RISC OS 5, Maestro und StrongEd mit BASIC-Datei und StrongHelp sowie ein Hardlinertext

Das Betriebssystem schreibt oder liest von sich aus, also ohne Zutun des Anwenders, nach dem Bootvorgang keine Daten auf oder von einem Festwertspeicher. Dies bedeutet etwa, dass man nach dem Bootvorgang beim Raspberry Pi die Speicherkarte entnehmen kann. RISC OS läuft einfach weiter. SD-Karten werden damit geschont, es wird so allerdings auch nichts protokolliert, es gibt keine Logs wann bspw. der Computer benutzt wurde. Wenn externe Festplatten einen entsprechenden Stromsparmodus eingebaut haben, kann es aber auch sein, dass diese erst immer wieder anlaufen müssen, wenn der Anwender etwas speichern oder laden möchte.
RISC OS ist kein Mehrbenutzersystem. Es gibt keine Anmeldemasken oder Benutzerkonten. Das System ist damit für Jedermann mit lokalem Zugriff auf den Rechner völlig offen. Nach dem Starten landet man unmittelbar in der Oberfläche und kann sofort arbeiten. Ein Anmelden entfällt. Jeder Anwender kann sich alles ansehen und nahezu alles einstellen und aber auch verändern oder kopieren, womit kein Datenschutz und keine Datensicherheit sichergestellt ist.

### Mausbedienung
Die grafische Oberfläche von RISC OS ist auf die Bedienung mit einer Maus spezialisiert. Es wird eine Drei-Tasten-Maus benötigt. Die linke Maustaste wird wie von anderen Systemen her gewohnt verwendet. Die mittlere Maustaste (bzw. Druck auf das Scrollrad) öffnet das einem Fenster oder Symbol (nur auf der Symbolleiste) zugehörige Pop-up-Menü. Ein Menü und damit verbundene lange Mauswege am oberen Fenster- oder Bildschirmrand gibt es nicht. Die Pop-up-Menüs erscheinen immer in unmittelbarer Nähe des Mauszeigers („kontext-sensitiv“) und lassen sich mit Hilfe der Maus frei verschieben und platzieren. Die rechte Maustaste dreht entweder einen Befehl um oder hat eine andere, sinnvolle Funktion. Wählt man z. B. mit der rechten Maustaste einen Menüpunkt aus, so wird das Menü nicht geschlossen und man kann so gleich weitere Menüpunkte auswählen, ohne zuvor umständlich erst wieder mit der mittleren Maustaste das gleiche Untermenü aufrufen zu müssen. Klickt man mit der rechten Maustaste auf einen Pfeil der Bildlaufleiste, bewegt sich die Leiste in die entgegengesetzte Richtung des Pfeiles. Fenster lassen sich mit Hilfe der rechten Maustaste auf dem Bildschirm verschieben, ohne diese in den Vordergrund zu holen. Mit Hilfe der rechten Maustaste kann man sich durch Klick auf das Schließkreuz eines Dateifensters rückwärts durch das Dateisystem hangeln (also im Pfad zurückgehen). Die Inhalte von Fenstern lassen sich durch „Festhalten“ mit der rechten Maustaste auf einen Laufbalken zweidimensional verschieben. Die x-y-Bewegung der Maus wird so auf den Fensterinhalt übertragen. Dabei bewegen sich beide Laufbalken gleichzeitig. Das funktioniert unter RISC OS bei jedem Programm. Es gibt programmabhängig viele weitere Verwendungen der rechten Maustaste, um die Arbeit am Computer ganz erheblich zu erleichtern und zu beschleunigen. Die Bedienung der Oberfläche ist weitgehend konsistent, d. h. sie geschieht immer gleich, egal, welches Programm man verwendet.

### Desktopbereiche und Fenster
Der Desktop besteht seit ARTHUR aus zwei Teilen. Der obere und größere Teil des Desktops ist die Pinnwand. Auf ihr können Dateien und Fenster abgelegt werden. Bei den Dateien handelt es sich aber nur um Verknüpfungen zu den entsprechenden Dateien im Dateisystem. Die Pinnwand dient damit unter RISC OS als Dockingstation. Sie besitzt keinen eigenen Speicherplatz. Der untere Teil des Desktops besteht aus einer Leiste, die man Iconbar oder Symbolleiste nennt. Dort findet man links die Symbole für die vorhandenen physikalischen Ein- und Ausgabemedien wie Laufwerke und Drucker und rechts die Symbole für die geladenen Anwendungsprogramme (sowie ganz rechts den schon unmittelbar nach dem Start vorhandenen Aufgabenmanager). Jedes dieser Symbole hat ein Menü, das stets mit der mittleren Maustaste geöffnet wird. Mit einem Klick der linken (oder in Spezialfällen auch rechten Maustaste) öffnet sich das Fenster des Dateimanagers des jeweiligen Laufwerkes bzw. das Fenster des Anwendungsprogrammes. Einzelne Fenster erhalten kein Symbol auf der Iconbar.
Fenster und Programme sind bei RISC OS üblicherweise voneinander getrennt. Das Schließen eines Fensters bedeutet bei RISC OS nur, dass tatsächlich auch nur dieses eine Fenster geschlossen wird, und nicht auch das zugehörige Programm. Will man ein Programm beenden, geschieht dies üblicherweise über das Pop-up-Menü des entsprechenden Symbols auf der Symbolleiste. Einzelne Ausnahmen hiervon sind möglich.
Unter RISC OS kann ein Programm viele verschiedene Fenster gleichzeitig offen halten. Pro Fenster gibt es immer nur ein Dokument. Eine komplizierte Fenster-in-Fenster-Technik wie auf anderen Systemen bietet RISC OS nicht an.

### Drag and Drop

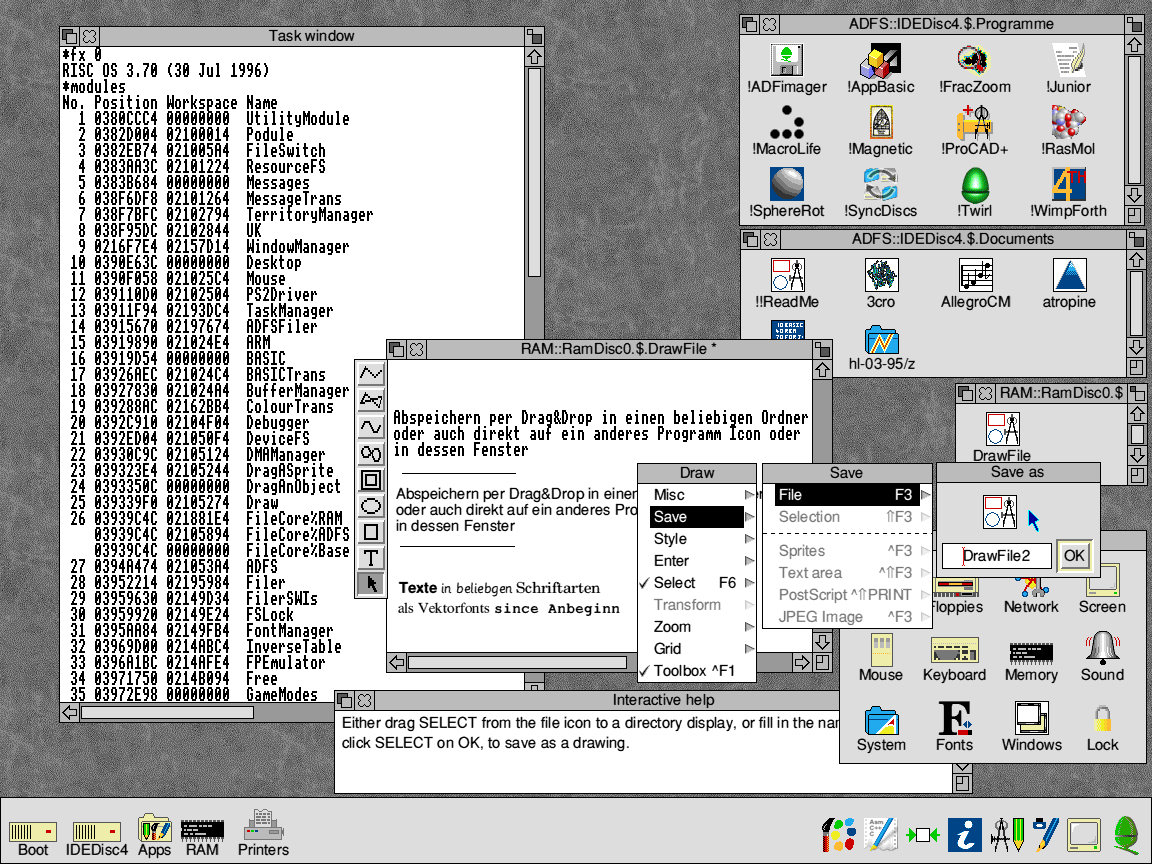
Demonstration von Drag and Drop und Modulen in RISC OS v370

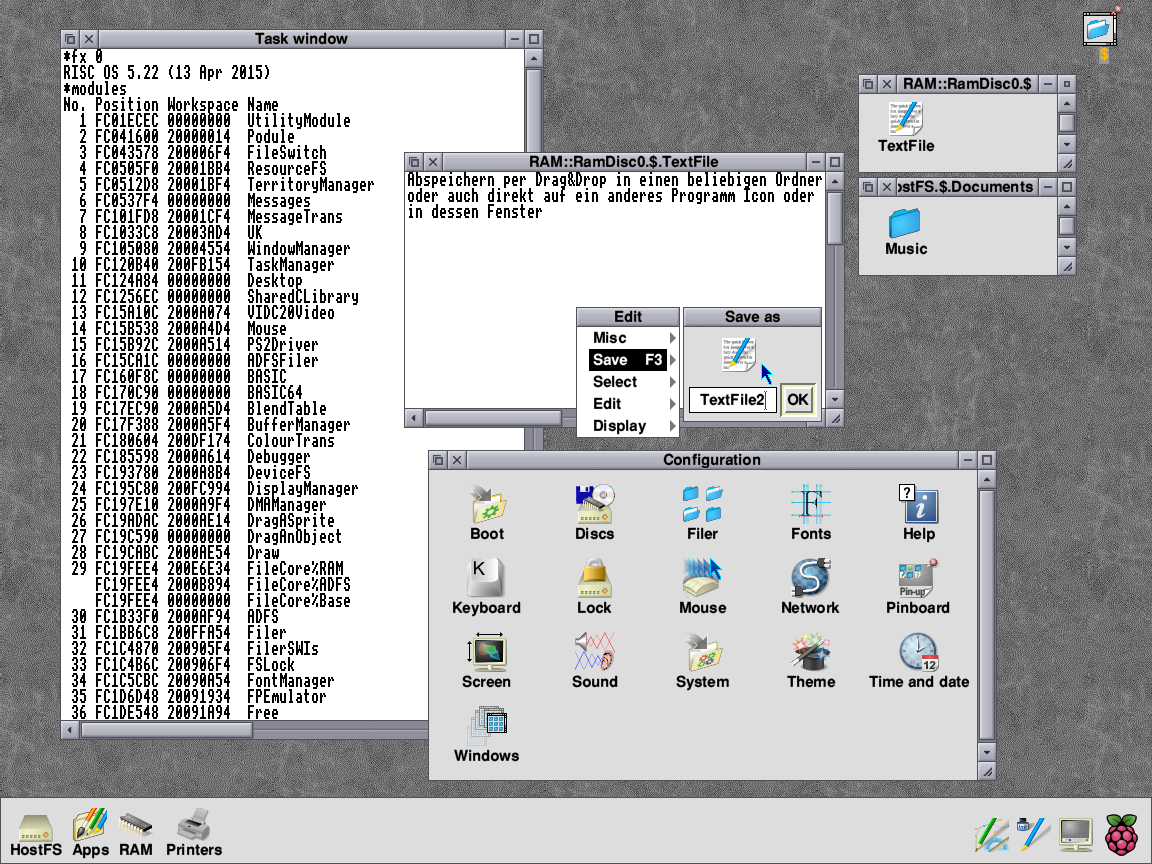
Demonstration von Drag and Drop und Modulen in RISC OS v522

Das Speichern und Laden von Daten in und aus Programmen funktioniert bereits seit den Anfangstagen von RISC OS nicht aus den Programmen selbst heraus. Da die Oberfläche Multitasking anbietet, nutzt man dieses aus. So gibt es unter RISC OS keine Speicherdialogbox, in der man sich ein jedes Mal wieder durch das Dateisystem hangeln muss. Unter RISC OS öffnet man ein Fenster des Dateimanagers, welches die Inhalte eines ganz bestimmten Verzeichnisses auf einem Laufwerk oder Speichermedium abbildet. Das Fenster des Anwendungsprogramms platziert man daneben oder dahinter und zieht entweder zum Laden per Drag and Drop (Ziehen und Ablegen) das Symbol der Datei ins Fenster der Anwendung und lässt es dort „fallen“ (Maustaste loslassen), oder man ruft zum Speichern über das Pop-up-Menü der Anwendung (mittlere Maustaste oder Druck auf das Drehrädchen der Maus) bzw. durch Druck auf die Taste F3 den Speicherdialog auf und zieht das Dateisymbol in das entsprechende Fenster vom Dateisystem.
Wenn man auf diese Weise ein Dateisymbol auf das Dokumentfenster eines Editors (z. B. !Edit oder !StrongEd) fallen lässt und dabei gleichzeitig die Umschalttaste gedrückt hält, wird nicht die Datei geladen, sondern der Dateipfad eingefügt.
Da sich viele verschiedene Fenster des Dateimanagers gleichzeitig öffnen und auf der Oberfläche frei platzieren lassen, hat man gleichzeitig nahezu beliebig viele verschiedene Pfade zur Verfügung, die von jedem Anwendungsprogramm aus genutzt werden können. Diese Technik funktioniert, indem der Dateimanager und die Anwendungsprogramme miteinander kommunizieren.
Diese Technik beschränkt sich aber nicht auf die Kommunikation zwischen Anwendungsprogrammen und dem Dateimanager. Es ist auch möglich, Dateisymbole mit der Maus zwischen verschiedenen geöffneten Fenstern des Dateimanagers selbst per Drag and Drop zu bewegen. Damit lassen sich Dateien auf verschiedenen Laufwerken und in verschiedene Verzeichnisse kopieren. Will man eine Datei verschieben, so muss man beim Anklicken und Festhalten eines Dateisymbols mit der Maus gleichzeitig die Umschalttaste gedrückt halten. Dies stellt die logische Erweiterung des Prinzips vom Norton Commander (mit zwei Spalten) oder der Dateiverwaltung von GEOS dar, nur dass unter RISC OS gleichzeitig mehr als zwei verschiedene Speicherorte geöffnet und darüber hinaus frei auf dem Bildschirm platziert werden können.
Als letzte Konsequenz ist aber auch das direkte Speichern und Laden zwischen verschiedenen Anwendungsprogrammen möglich, indem man das entsprechende Symbol anstatt über einem entsprechenden Fenster des Dateimanagers über dem geöffneten Dokument eines anderen Anwendungsprogramms fallen lässt. Die mit einem Programm erzeugten Daten werden damit direkt einem anderen Programm übergeben. Dies funktioniert nur, wenn das entsprechende Programm mit den Daten auch etwas anfangen kann bzw. diese Technik unterstützt. Unter RISC OS lassen sich damit viele kleine Programme für die Erledigung einer einzigen Aufgabe miteinander verwenden bzw. kombinieren. Ein einziges Programm muss nicht mehr alles können. Vergleichbar ist es mit dem Konzept der Toolchain (Werkzeugkette) von Unix, nur hier grafisch umgesetzt. Mit dieser Fähigkeit bietet RISC OS dem Anwender neben der extrem hohen Bediengeschwindigkeit und Bedienkonsistenz gleichzeitig ein hohes Maß an Freiheit und Kreativität.

### Applikationen
Anwendungsprogramme befinden sich unter RISC OS in einem Verzeichnis, dessen Name mit einem Ausrufezeichen (Pling-Symbol) beginnt. Klickt man kurz zweimal hintereinander (Doppelklick) mit der linken Maustaste auf ein solches Verzeichnis, so wird das Verzeichnis nicht in einem neuen Fenster vom Dateimanager geöffnet. Stattdessen sucht RISC OS nach einer im Verzeichnis liegenden Datei namens !Run und führt diese bei Vorhandensein aus. Anwendungsprogramme werden also über den Dateimanager gestartet. Öffnen kann man solche Anwendungsverzeichnisse, wenn man beim Doppelklick mit der linken Maustaste gleichzeitig die Umschalttaste gedrückt hält. Da Anwendungsverzeichnisse auch eine Datei namens !Boot enthalten, welche das System bei erstmaliger Sichtung des Verzeichnisses ausführt, können unter RISC OS Programme nahezu beliebig im Dateisystem vom Anwender selbst platziert werden. Dies wird dadurch ermöglicht, dass alle Pfadangaben innerhalb einer Anwendung relativ zum Installationspfad der Anwendung gemacht werden. Der Pfad einer Anwendung wird in einer Systemvariablen gespeichert und der Programmierer kann dann relativ zu diesem Pfad z. B. seinen Speicher- oder Initialisierungspfad, Anwender-Datenverzeichnisse usw. ansprechen. Den Inhalt der Variablen kann man sich auch anzeigen lassen (Befehl: *show).
Programme werden installiert, indem sie an die entsprechende Stelle, von wo sie ausgeführt werden sollen, kopiert werden. Installationsprogramme sind nicht erforderlich. Die Anwendung kann auch komplett, also nach der Installation, nochmal an einen anderen Ort oder sogar Datenträger verschoben oder kopiert werden. Wenn alle zu einer Anwendung gehörigen Dateien und Verzeichnisse innerhalb des Anwendungsverzeichnisses liegen, verschiebt/kopiert man gleich alles komplett mit an den neuen Speicherort. Hierdurch kann man sich Verzeichnis-Hierarchien aufbauen, die thematisch geordnet sind (z. B. Ordner mit Textverarbeitung, Grafik, Mathematik, Physik, Spiele usw., in denen dann die dazugehörigen Programme und Daten gespeichert sind) oder einfach eine (Sicherheits-)Kopie auf einem externen Datenträger anfertigen.
Unter RISC OS werden Programme oft in Archiven gepackt zum Download zur Verfügung gestellt oder aufgrund ihrer häufig sehr geringen Größe auch per E-Mail verschickt. Es gibt jedoch auch Installationsprogramme wie PackMan, wie man sie von anderen Systemen her kennt.

### Dateitypen

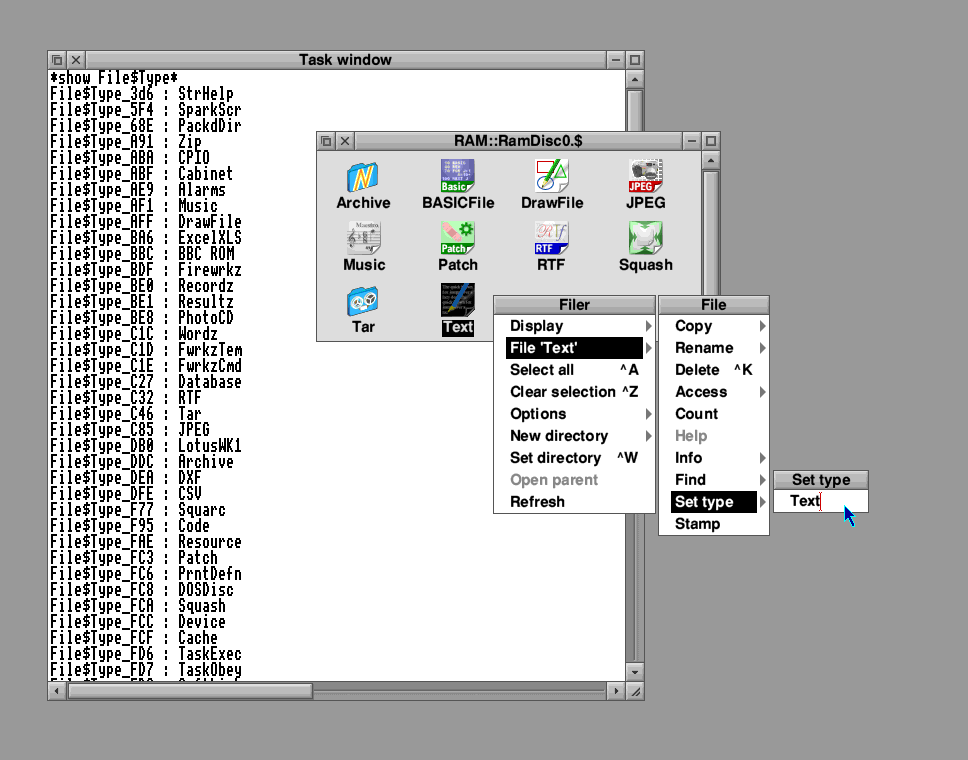
Setzen des Dateityps einer Datei (Textfile als „Text“); links die Liste einiger gesetzter Umschreibungen mit dem zugehörigen Dateityp in nummerierter Form

RISC OS benötigt keine Dateiendungen zur Erkennung des Dateiformates. Das Dateiformat ist ein Attribut der Datei und wird im Dateisystem vermerkt. Wenn man eine Datei im Dateimanager doppelt anklickt, wird von RISC OS zuerst geprüft, ob ein Anwendungsprogramm geladen ist, das mit diesem Dateiformat umgehen kann. Wenn dies nicht der Fall ist, wird bei den angemeldeten Anwendungsprogrammen ein geeignetes Programm gesucht, um die Datei zu öffnen. Alternativ kann man die Datei auf das Anwendungsprogramm in der Symbolleiste oder in dessen geöffnetes Fenster ziehen.
Der Dateityp ist eine dreistellige Hexzahl. Wird für ein Programm ein neuer, eigener Dateityp benötigt, kann dieser vom Entwickler beantragt werden und wird dann offiziell in einer Liste geführt.
Zusätzlich zum Dateityp kann eine Umschreibung angelegt werden, die für die gewünschte Zahl steht und an ihrer Stelle innerhalb der Oberfläche benutzt werden kann. Um ein Textfile zu markieren, lässt sich so anstelle „&fff“ direkt „Text“ angeben.
Es existiert eine Vielzahl an Anwendungen für alle Bereiche. Für viele gängige Dateiformate anderer Systeme (Zip, Word, PDF usw.) gibt es Programme, welche diese Formate anzeigen oder bearbeiten können.

### Programmiersprachen
RISC OS bietet mit einem der schnellsten BASIC-Dialekte, BBC BASIC, auch gleich einen eingebauten ARM-Assembler mit an. Dabei können beide Sprachen in einer Datei gemischt vorliegen. BBC BASIC ist eine hochstrukturierte, funktionale Sprache, die sich, ähnlich Pascal, immer noch gut zum Einstieg ins Programmieren, oder für mehr eignet. Unter RISC OS wird sie auch als schnelle Funktionserweiterung für die Kommandozeilen- bzw. Stapelverarbeitung verwendet oder als Starterschicht inklusive grafischer Oberfläche für compilierte Programme bzw. Modulfunktionen. Es gibt einen von der ROOL gepflegten aktuellen Basic Compiler, der Teil der Entwicklungsumgebung ist und zum C-Compiler mitgeliefert wird. Außerdem sind viele Tools und auch ganze Umgebungen wie etwa AppBasic erhältlich, die das Erstellen von in die Oberfläche eingebundenen Programmen erheblich vereinfachen können.
Betriebssystemroutinen werden per „SWI“ (Software-Interrupt) aufgerufen, welche die einzelnen Betriebssystemmodule zur Verfügung stellen (Befehle: *help, *modules). Dabei handelt es sich um Systemaufrufe, welche von den Programmiersprachen aus benutzbar sind. Sie erlauben Datenübergaben an oder vom Betriebssystem üblicherweise über definierte Register oder als Datenblöcke. Die Modularität von RISC OS bedeutet, dass zur Nutzung eines bestimmten SWI das ihn definierende Modul zuvor geladen sein muss. Dies geschieht für die Systemmodule (Filehandling, Fensterbehandlung etc.) automatisch beim Systemstart. Für andere Funktionen (Abspielen von Soundfiles, Grafikumwandlungen, Datenkompression) muss das passende Modul vor dem Starten des Programmes geladen werden.
Es existieren zwei C-Compiler-Pakete. „C“ ist vermutlich die unter RISC OS für die meisten großen Programmprojekte benutzte Sprache. Der von den RISC-OS-Machern selbst in ihrem „Desktop Development Environment“ (DDE) angebotene Compiler Norcroft geht in seinen Wurzeln bis auf die ursprüngliche Compilersuite des Archimedes zurück und ist somit der erste große kommerzielle Compiler für die ARM-Prozessoren. Die Alternative dazu ist der gcc (GNU Compiler Collection), welcher insbesondere im Rahmen des Unix-Porting-Project eine wichtige Rolle spielte, aber auch sonst eine gute Alternative etwa für die private Nutzung ist.
Des Weiteren gibt es Sprachvarianten von Pascal, Forth und Fortran. Aber auch Python, Perl und „exotischere“ Konzepte wie Charm oder Lua sind verfügbar.

### Editoren
Für das Erstellen eigener Programme steht eine Auswahl guter Texteditoren zur Verfügung. Der einfachste und seit jeher im Lieferumfang enthaltenen. !Edit ist eine ROM-Applikation und damit immer vorhanden. !Edit definiert das Textformat für ASCII-Texte und erlaubt bereits einfache Funktionen wie Suchen und Ersetzen und Zeilenumbruch. Außerdem lassen sich mit ihm Basicprogramme in ihre tokenisierte Form umwandeln, indem man sie einfach unter dem BASIC-Dateityp abspeichert. Sein klassisches Partnerprogramm war der !SrcEdit, der in den Compilerpaketen beilag und auf das Editieren von Programmcode besser zugeschnitten war, etwa indem er zusätzlich eine Fehleranzeige per Throwback ermöglichte. Beide können den Text auch in Vektorfonts anzeigen.
Die beiden hauptsächlichen Editoren sind !Zap und !StrongED. Beide sind vom Funktionsumfang als komplett zu bezeichnen und können neben der reinen Textdarstellung auch Binärdateien anzeigen, wahlweise direkt oder auch disassembliert (ARM). Neben Standardfunktionen wie Suchen und Ersetzen, Code-Faltung, freien Zeilenumbrüchen oder automatischer Einrückung beherrschen beide Syntaxhervorhebung. Ebenso sind Compilerfunktionen startbar bzw. BASIC-Programme direkt aufrufbar. Die Fehlerbehandlung mittels Throwback ist möglich. Makros werden beherrscht und Blockwahl im Spaltenmodus ist ebenfalls verfügbar. Funktionen des Programmes können als Listen gezeigt und direkt im Text angesprungen werden.
Beide nutzen zur Darstellung der Zeichen am Bildschirm eine beschleunigte Form der Ausgabe, die Zeichen direkt als Bitmap an der aktuellen Position zeichnet. Das in !Zap dafür benutzte Modul ist auch einzeln als !ZapRedraw verfügbar und für eigene Programme nutzbar.
Der klassische Unix-Editor Vim ist in bereits compilierter Form als !Vim vorhanden. Benötigt wird zusätzlich die UnixLib aus dem UnixPortingProject.
Daneben gibt es verschiedene kleinere Text- und Programmeditoren, allerdings sind diese oft auf aktueller Hardware unter RISC OS 5 nicht mehr direkt ausführbar, daher oft nur von historischem Interesse auf Archimedes-Hardware, etwa µ-Emacs.
Das eingebaute BBC BASIC benutzt üblicherweise einen Zeileneditor, lässt das Programm aber mit dem Befehl „>EDIT“ auch in einem komfortableren eingebauten Editor bearbeiten (Kommandohilfe mit Ctrl+F5), der Autonummerierung und Bildschirmteilung beherrscht.

#### Kopieren von Textabschnitten
Das aktuelle RISC OS und seine Software orientieren sich mittlerweile am in der sonstigen Computerwelt (PC) üblichen Modell des Kopierens und Einfügens von Textabschnitten über eine (einstufige) Zwischenablage. Daher sind auch die „etablierten“ Tastenkombinationen mit Strg+C und Strg+V wirksam. Jedoch ist die logische Struktur des Textkopierens ursprünglich unter RISC OS eine andere gewesen – und diese findet sich durchaus auch immer noch in Programmen (z. B. !Zap). Bei dieser Art des Kopierens wird der Text einmal markiert und kann dann – ohne den Weg über eine Zwischenablage – direkt als Block kopiert oder verschoben werden. Die Textmarkierung wird dabei nicht durch einen Mausklick o. Ä. aufgehoben, der Cursor kann unabhängig von der Markierung positioniert werden, weshalb auch beliebig viele Wiederholungen der Aktion möglich sind und somit der gleiche Komfortgrad wie bei einem einstufigen Zwischenspeicher besteht.
Auf der Kommandozeile existiert ein ähnliches System, das in Großbritannien relativ weit verbreitet, anderswo dagegen eher ungewöhnlich war. Dort wird mittels einer speziellen „Copy“-Taste kopiert, wofür man den Cursor an den Beginn der zu kopierenden Stelle bewegt und dann mittels Tastendruck jedes Zeichen an die ursprüngliche Cursorposition kopiert. Es handelt sich hier also um eine Komfortfunktion für einen Zeileneditor (Kommandozeile), ein Konzept, das heute meist nicht mehr verstanden wird, insbesondere, da der Cursor plötzlich zwei Positionen erhält – die des angezeigten „Kopiercursors“ und die eigentliche Position in der aktuellen Zeile, wo er aber während des Kopierens nicht mehr angezeigt wird. Dafür ist es aus heutiger Sicht oft angenehm, sich ein Tool zu installieren, das die Eingabehistorie innerhalb der Zeile anzeigen kann, und dann diese an Ort und Stelle zu modifizieren.
Die Funktion des auch in deutschen Bedienungsanleitungen so genannten „Copy-Cursor“ wurde auch auf dem Amstrad CPC 464 und seinen Nachfolgern verwendet.

### Netzwerkunterstützung
Es werden auch gängige Netzwerkprotokolle wie z. B. SMB, NFS, FTP unterstützt (als Client wie als Server), sowie das Acorn/RISC OS eigene ShareFS (Peer-to-Peer). Ein über das Netzwerk eingebundenes Verzeichnis wird dabei wie ein lokales Verzeichnis gehandhabt und als Laufwerk auf der Symbolleiste installiert.

### Archive
Archive können mittels passender Software auch als Dateisystem angesprochen werden. Hierbei öffnet sich z. B. eine Zip-Datei wie ein normales Dateisystem-Fenster und kann dann mit allen Operationen, welche im normalen Dateifenster möglich sind, manipuliert werden (also Hereinziehen von Daten, welche On-the-fly gepackt werden, löschen von Dateien, anlegen von Unterverzeichnissen usw.). Der Anwender merkt auch hier keinen wesentlichen Unterschied zum normalen Dateisystem, die Bedienung geschieht immer gleich (konsistent).

## Weiterentwicklung
Der RISC-OS-5-Zweig wird aktiv weiterentwickelt. Dieses geschieht vor allem im Hinblick auf aktuelle Hardware wie Raspberry Pi, BeagleBoard, Pandaboard, Wandboard, Titanium – welche teilweise auch als betriebsbereite Komplettsysteme unter anderer Bezeichnung käuflich zu erwerben sind. Aber auch ältere Hardware wird dabei weiterhin unterstützt, insbesondere der RiscPC und der A7000 bzw. A7000+. Ebenso wird der Iyonix PC mit Upgrades versorgt.
Diese Entwicklung durch die RISC OS Open Ltd. (ROOL) wird von den Entwicklern selbst koordiniert und vom lizenzhaltenden Unternehmen RISC OS Developments Ltd. gesteuert. Auf den Servern finden sich neben den RISC-OS-Downloads auch ein allgemeines sowie das Entwicklerforum. Jede Menge offizielle, frei verfügbare Dokumentation ist über die Website von 3QD Developments (riscos.com) abrufbar.
Damit auch der normale Anwender Einfluss auf die kommende Entwicklung nehmen kann, existiert ein sogenanntes Bounties-System, bei dem kleinere Geldspenden in verschiedenen Töpfen so lange angesammelt werden, bis die jeweilige Teilentwicklungsaufgabe damit finanziert werden kann.
Im Herbst 2018 wurde RISC OS 5 unter die Apache-Lizenz gestellt.

## Versionsgeschichte
| Jahr | Version                          | Rechner                                                     | Hersteller            |
| ---- | -------------------------------- | ----------------------------------------------------------- | --------------------- |
| 1987 | Arthur                           | Archimedes A3x0, A4x0                                       | Acorn                 |
| 1989 | RISC OS 2                        | Archimedes A3x0, A4x0, A3000                                | Acorn                 |
| 1992 | RISC OS 3.0 / 3.1                | alle Archimedes-Rechner                                     | Acorn                 |
| 1994 | RISC OS 3.5                      | Risc PC 600                                                 | Acorn                 |
| 1995 | RISC OS 3.6                      | Risc PC 700, A7000                                          | Acorn                 |
| 1996 | RISC OS 3.7                      | StrongARM Risc PC, A7000+                                   | Acorn                 |
| 1999 | RISC OS 4.0                      | Risc PC, A7000(+), RiscStation, Microdigital Mico und Omega | RISCOS Ltd.           |
| 2001 | RISC OS Select 1                 | Risc PC, A7000(+), RiscStation, Microdigital Mico           | RISCOS Ltd.           |
| 2002 | RISC OS Select 2                 | Risc PC, A7000(+), RiscStation, Microdigital Mico           | RISCOS Ltd.           |
| 2002 | RISC OS 5                        | IYONIX pc                                                   | Castle Technology     |
| 2003 | RISC OS Select 3                 | Risc PC, A7000(+), RiscStation, Microdigital Mico und Omega | RISCOS Ltd.           |
| 2006 | RISC OS Adjust32                 | A9home                                                      | RISCOS Ltd.           |
| 2007 | RISC OS 6 alias RISC OS Select 4 | StrongARM Risc PC, A7000(+)                                 | RISCOS Ltd.           |
| 2015 | RISC OS Pi Version 14 23.2.2015  | Raspberry Pi u. a.                                          | RISC OS Open (Castle) |
| 2018 | RISC OS stable 5.24              | 32-Bit- und 26-Bit-Legacy-Maschinen                         | RISC OS Open (Castle) |
| 2020 | RISC OS beta 5.28 (update 13)    | Raspberry Pi 400                                            | RISC OS Open (Castle) |

## RISC OS für den Raspberry Pi
RISC OS für den Raspberry Pi, kurz RISC OS Pi, basiert auf dem freigegebenen Open-Source-Code der RISC OS Open Ltd.
Durch den Paketmanager PackMan lassen sich viele der frei verfügbaren RISC-OS-Programme installieren und upgraden. Der Paketmanager Pling ermöglicht das direkte Installieren kommerziell verfügbarer Software. Viele weitere Programme sind über Händler oder direkt über Websites der Autoren erhältlich.
Im Lieferumfang befindet sich auch das GPIO-Modul sowie die zugehörige Dokumentation, mit dem das Ansteuern der Input-/Output-Leitungen des Raspberry Pi ermöglicht wird. Zusammen mit dem hochstrukturierten BBC BASIC, das seit jeher Bestandteil von RISC OS ist, oder einer beliebigen anderen Programmiersprache wird der Raspberry Pi so zum Ansteuergerät und Makerdevice.
Das Betriebssystem selbst erhält man als Bestandteil der NOOBS-DVD des Raspberry-Pi-Projektes oder, aktueller, als direkten Download bei RISC OS Open. Dort kann es auch in Form einer bespielten, sofort einsatzbereiten SD-Karte bestellt werden.